# Hemiechinus
Hemiechinus és un gènere d'eriçons que conté dues espècies:
- Eriçó orellut (Hemiechinus auritus)
- Eriçó orellut de l'Índia (Hemiechinus collaris)

Ambdues espècies són originàries del continent asiàtic.